# Зябровка
Зябровка (біл. Зябраўка) — село, центр Зябровської сільради Гомельського району Гомельської області Білорусі.
Біля села знаходиться найвища точка в Гомельському районі — 160,3 м.

## Географія

### Розташування
За 18 км на південний схід від Гомеля.

## Транспортна мережа
Автодорога пов'язує село з Гомелем.
Планування складається з прямолінійної вулиці, орієнтованої з південного сходу на північний захід, до якої з північного сходу приєднуються 2 короткі вулиці.
Забудова двостороння, переважно дерев'яна, садибного типу.

## Історія

### У складі Великого князівства Литовського
За письмовими джерелами село відоме з XVIII століття, як село в Речицькому повіті Мінського воєводства Великого князівства Литовського.

### У складі Російської імперії
Після Першого поділу Речі Посполитої (1772) Зябровка перебувало в складі Російської імперії.
У 1773 році — в Гомельській волості Рогачовської провінції Могильовської губернії. З 1776 року — у володінні графа Петра Олександровича Рум'янцева-Задунайського, а з 1834 року — князя Івана Федоровича Паскевича. У 1798 році — в складі Кореневської економії Гомельського маєтку. У 1856 році відкрито народне училище. Після введення в експлуатацію в грудні 1873 року ділянки Гомель — Бахмач Лібаво-Роменської залізниці введено в дію залізничну станцію, на якій щорічно вантажилось до 150 тисяч пудів лісових і хлібних вантажів. Господар маєтку Зябровка володів у 1875 році 121 десятиною землі, діяв хлібозаготівельний магазин.
У 1886 році працювали 2 вітряні млини, хлібозаготівельний магазин. Згідно з переписом 1897 року розташовувалися: хлібозаготівельний магазин, трактир, в Носовицькій волості Гомельського повіту.
У 1909 році — 1505 десятин землі, школа, церква, винна лавка, млин.

### У складі БРСР (СРСР)
З 8 грудня 1926 року — центр Зябровської сільради в Носовицькому, з 4 серпня 1927 року — в Гомельському районах Гомельського округу (до 26 липня 1930) з 20 лютого 1938 року — Гомельської області.
У 1926 році працювали лавка, поштове відділення, початкова школа, залізнична станція (59 жителів). У 1930 році організований колгосп «1 Травня», працювали вітряк і кузня.
У 1933 році відкрилася виробнича дільниця Гомельської машинно-тракторної станції.

#### Німецько-радянська війна
Під час німецько-радянської війни звільнена від окупантів 28 вересня 1943 року. На фронтах і в партизанській боротьбі загинули 140 жителів, в пам'ять про них в 1962 році біля школи встановлена скульптура солдата.

#### Післявоєнні роки
У 1959 році — в складі експериментальної бази «Гомельська» (центр — село Климовка). Розміщуються 2 середні, початкова і музична школи, Будинок культури, бібліотека, фельдшерсько-акушерський пункт, 6 магазинів, 2 відділення зв'язку.

### У складі Республіки Білорусь
Раніше тут розташовувався авіаційний полк стратегічних бомбардувальників Ту-16 і Ту-22, який після розпаду СРСР був переведений під Енгельс. На сьогодні збереглися злітно-посадкова смуга, штаб і деякі будівлі.
7 липня 2022 року заступник начальника Головного оперативного управління Генштабу ЗСУ бригадний генерал Олексій Громов повідомив, що аеродром передано збройним силам РФ, які розмістили на його території дивізіон ракетного комплексу «Іскандер — М» та дивізіон «С-400».
За повідомленням Управління стратегічних комунікацій (СтратКом) ЗСУ, 28 липня 2022 року, напередодні Дня державності України, з аеродрому запущено 20-25 ракет, найімовірніше з комплексу «С-300», які вдарили по території Гончарівської громади Чернігівської області та Вишгородського району Київської області України.
11 серпня 2022 року вебсайт телеканалу Еспресо TV з посиланням на моніторингову групу «Беларускі Гаюн» повідомив про зафіксовані спалахи та вибухи в районі аеродрому Зябровка приблизно о пів на першу ночі з 10 на 11 серпня.

## Населення

### Чисельність
- 2004 — 341 господарство, 815 жителів.

## Відомі уродженці
- Третьяков Яков Адамович (1916–1985) — повний кавалер ордена Слави.